# Philippe Devaux de Vautray
Philippe Devaux de Vautray, né en 1760 à Bruxelles (Belgique), mort le 26 mai 1793 à Paris, est un général de brigade la Révolution française.

## États de service
Fils naturel de Charles-Alexandre de Lorraine, il est né en 1760 à Bruxelles.
Il sert en qualité d’adjudant-général et d’aide de camp sous le général Dumouriez. Il est promu général de brigade le 3 avril 1793.
Dumouriez lui a enjoint de prendre le commandement de la division Miaczynski, qui se trouve à Lille, et de la mener à Douai. Le 4 avril 1793, sur réquisition de l’autorité militaire et civile, il est arrêté et conduit à la prison de Lille avant d’être transféré à Paris le 9 avril suivant.
Condamné à mort, il est guillotiné le 26 mai 1793 à Paris.

## Sources
- (en) « Generals Who Served in the French Army during the Period 1789 - 1814: Eberle to Exelmans »
- Étienne Charavay, Correspondance général de Carnot, tome 2, imprimerie Nationale, 1892, p. 101